# Liste de ponts dans le Var

## Ponts de longueur supérieure à 100 m
Les ouvrages de longueur totale supérieure à 100 m du département du Var sont classés ci-après par gestionnaires de voies.

### Routes départementales
- Pont de Chaulière

### Ponts ferroviaires
- Viaduc de Bandol

## Ponts de longueur comprise entre 50 et 100 m
Les ouvrages de longueur totale comprise entre 50 et 100 m du département du Var sont classés ci-après par gestionnaires de voies.

## Ponts présentant un intérêt architectural ou historique
Les ponts du Var inscrits à l’inventaire national des monuments historiques sont recensés ci-après.
- Pont - Besse-sur-Issole - XVIIIe siècle
- Pont - Cabasse - XIXe siècle
- Pont - Le Cannet-des-Maures - XIXe siècle
- Pont de chemin de fer - Le Cannet-des-Maures - XXe siècle
- Pont du Moyen Âge sur l'Aille entre Le Luc et La Garde-Freinet - Le Cannet-des-Maures - XIVe siècle ; XIXe siècle
- Passerelle - Collobrières - XIXe siècle ; XXe siècle
- Pont Neuf - Collobrières - XIXe siècle
- Pont Vieux - Collobrières - XIIe siècle
- Pont franchissant l'Artuby - Comps-sur-Artuby - XVIIe siècle
- Pont - Flassans-sur-Issole - XVIIe siècle
- Pont des Esclapes - Fréjus - Ier siècle
- Pont - Hyères - XVIIIe siècle ; XIXe siècle
- Passerelle - Le Lavandou - XIXe siècle
- Pont ; portail - Le Luc - XVIIe siècle ; XXe siècle
- Pont de Cuers - Pierrefeu-du-Var - XIXe siècle
- Pont vieux - Pierrefeu-du-Var - XIXe siècle
- Pont romain - Pourcieux - Saint-Maximin-la-Sainte-Baume
- Pont du Gourgaret sur la Bresque - Salernes
- Pont levant de La Seyne-sur-Mer - La Seyne-sur-Mer - XXe siècle
- Pont médiéval de Florieye - Tourtour
- Pont situé sur le ruisseau Caramy - Tourves
- Pont - Vidauban - XIXe siècle
- Pont sur l'Argens - Vidauban - XIXe siècle
- Vieux-Pont - Vins-sur-Caramy

## Sources
Base de données Mérimée du Ministère de la Culture et de la Communication.